# Avant 1895 en bande dessinée
Chronologie de la bande dessinée :

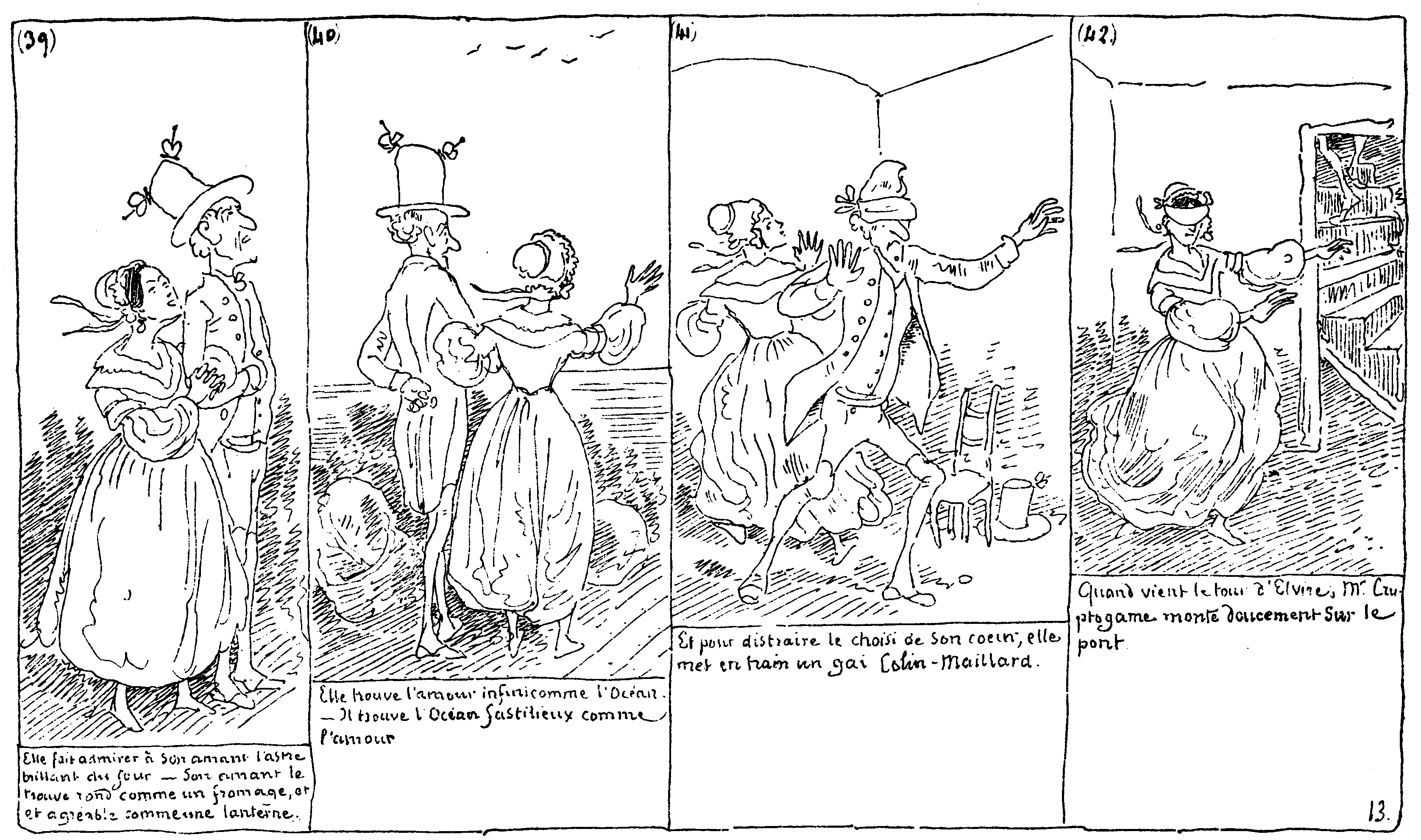
Planche de lHistoire de Monsieur Cryptogame de Rodolphe Töpffer.

Avant 1895 en bande dessinée - 1895 en bande dessinée
Cet article présente les faits marquants avant l'année 1895 en bande dessinée.

## Événements principaux
- 1827 : parution des Amours de monsieur Vieux Bois, par Rodolphe Töpffer, considérée comme la première bande dessinée de l'histoire. Le récit est constitué d'images successives accompagnées de textes. Il n'y a pas encore de phylactères.
- 1829 : création de La Silhouette, un journal satirique, bientôt suivi de La Caricature (1830), Le Charivari (1832), Paris comique (1844), Le Journal pour rire (1848) et bien d'autres.
- 1841 : Création du journal britannique Punch (sous-titré : « The London Charivari »).
- 1842 : Publication aux États-Unis de The Adventures of Obadiah Oldbuck, traduction de Monsieur Vieux-bois, par Rodolphe Töpffer.
- 1849 : Publication de Journey to the Gold Diggins by Jeremiah Saddlebags de James A. et Donald F. Read, première bande dessinée américaine.
- 1889 : Christophe fait débuter le 12 janvier, dans Le Journal de la jeunesse, une aventure de la famille Cornouillet. Celle-ci devient le 31 août, dans Le Petit Français illustré, la famille Fenouillard.
- 1893 : The Little Bears, par James Swinnerton
- 1894 : Premier strip en couleur publié dans un journal américain par Walt McDougall.

## Naissances

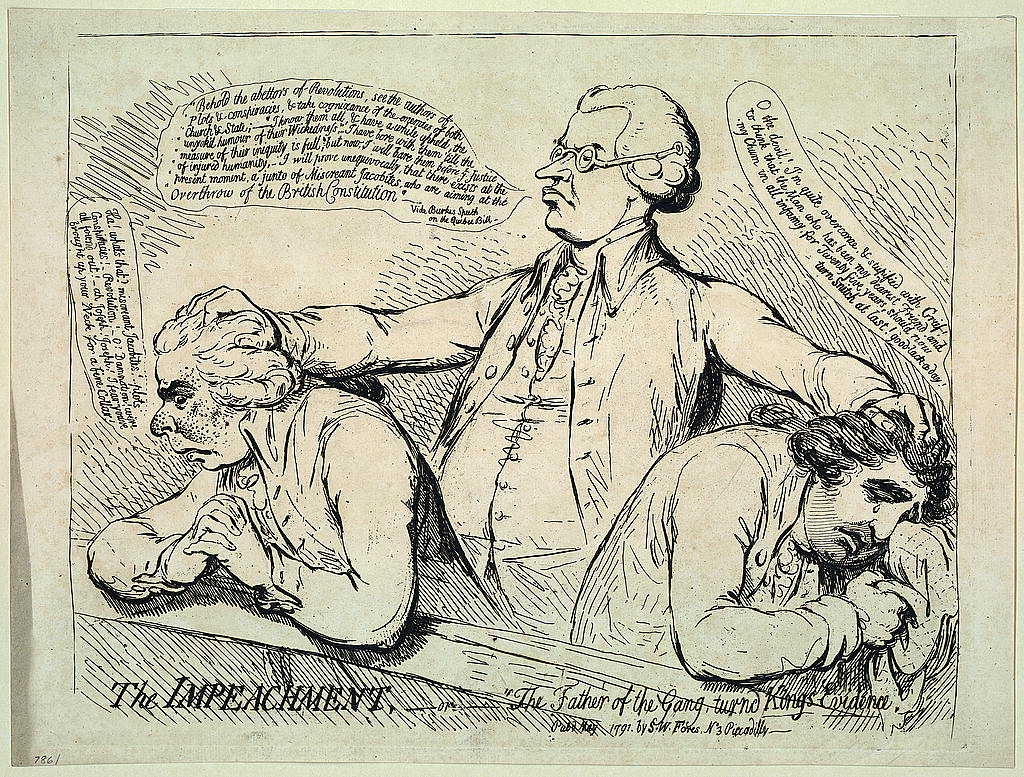
Utilisation de phylactères dans une gravure satIrique de James Gillray, en 1791

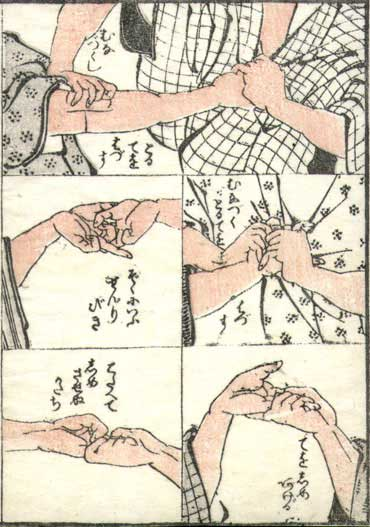
une planche de manga par Hokusai

### 1850 et avant
- 13 août 1757 : James Gillray, l'un des dessinateurs humoristiques anglais ayant utilisé des phylactères dans ses caricatures à la fin du XVIIIe siècle.
- 1760 : Hokusai, peintre japonais auteur d'une série d'esquisses ordonnée en cases|5s sans aucune narration qu'il appela « manga ».
- 31 janvier 1799 : Rodolphe Töpffer, auteur d'albums illustrés suisse.
- 3 septembre 1803 : Jean-Ignace-Isidore Gérard dit J.J. Grandville, dessinateur français connu pour ses illustrations des Fables de La Fontaine.
- 26 janvier 1818 : Amédée de Noé, dit Cham, caricaturiste français.
- 6 avril 1820 : Gaspard-Félix Tournachon, dit Nadar, caricaturiste français.
- 6 janvier 1832 : Gustave Doré, illustrateur et peintre français.
- 15 avril 1832 : Wilhelm Busch, créateur de Max und Moritz.
- 28 mai 1846 : Henry de Sta, illustrateur français.

### 1851-1870
- 17 janvier 1851 : Arthur Burdett Frost, peintre et illustrateur américain.
- 25 mai 1856 : Georges Colomb dit Christophe, auteur de La Famille Fenouillard (1893) et du Sapeur Camember (1896).
- 2 janvier 1857 : Frederick Burr Opper
- 10 février 1858 : Naissance de Walt McDougall, auteur du premier strip en couleur (1894).
- 6 novembre 1859 : Caran d'Ache, dessinateur humoristique et caricaturiste français.
- 14 janvier 1863 : Richard Felton Outcault, dessinateur de The Yellow Kid.
- 29 avril 1863 : William Randolph Hearst, homme d'affaires américain créateur du King Features Syndicate.
- 27 mai 1863 : Albertine Randall, autrice de The Dumbunnies
- 30 décembre 1864 : Benjamin Rabier
- 14 février 1865 : Carl Thomas Anderson, auteur de comics (Henry)
- 1865 : Joseph Valle, dit Jo Valle, créateur de L'espiègle Lili
- 29 août 1867 : Gustave Verbeck
- 27 juin 1869 : Kate Carew, autrice de comic strip.
- 26 septembre 1869 : Winsor McCay, créateur de Little Nemo in Slumberland

### 1871-1880
- 17 avril 1871 : Joseph Pinchon, dessinateur de Bécassine.
- 17 juillet 1871 : Lyonel Feininger
- 1873 : C. M. Payne (en)
- 11 janvier 1874 : John W. Glenister, éditeur de comics.
- 3 juillet 1874 : Margaret G. Hays, autrice de comic strip.
- 13 novembre 1875 : James Swinnerton
- 29 novembre 1876 : Albéric Bourgeois, dessinateur québécois auteur des aventures de Timothée.
- 11 janvier 1877 : Oskar Andersson, auteur suédois
- 13 février 1877 : Sidney Smith
- 26 février 1877 : Rudolph Dirks, créateur de Pim, Pam et Poum.
- 14 octobre 1877 : Grace Drayton, autrice de comic strip.
- 17 octobre 1877 : Fanny Cory, autrice de comic strip.
- 12 janvier 1878 : C. W. Kahles, auteur de comic-strips ( Clarence the Cop, Hairbreadth Harry)
- 2 décembre 1878 : Katharine P. Rice, autrice de comic strip.
- 6 janvier 1879 : Joseph Medill Patterson, homme d'affaires et magna de la presse américain.
- 14 mars 1879 : Louis Forton, auteur des Pieds Nickelés et de Bibi Fricotin.
- 8 mars 1880 : H. G. Peter, co-créateur de Wonder Woman
- 15 mai 1880 : Antonio Rubino
- 22 août 1880 : George Herriman, auteur de Krazy Kat.

### 1881-1895
- 4 septembre 1882 : Harold Knerr, auteur américain
- 9 avril 1883 : Frank King auteur de Gasoline Alley
- 19 juillet 1883 : Max Fleischer, créateur de Betty Boop, Koko le Clown et Popeye.
- 12 décembre 1883 : Cliff Sterrett auteur de Poupette et sa famille
- 23 janvier 1884 : George McManus, auteur américain du comic-strip La Famille Illico.
- 8 mars 1884 : René Giffey, auteur français
- 4 juin 1884 : Fontaine Fox
- 19 novembre 1884 : Lortac
- 22 février 1885 : Pat Sullivan (date discutée)
- 3 avril 1885 : Bud Fisher
- 13 octobre 1885 : Harry Hershfield
- 18 décembre 1885 : Doc Winner, auteur de comics
- 1884 ou 1885 : Lee Do-yeong, premier caricaturiste moderne en Corée.
- 29 mai 1886 : Ted Thwaites, dessinateur de comics
- 29 juillet 1886 : André Galland
- 5 septembre 1886 : Nell Brinkley, autrice de comic strip.
- 3 décembre 1886 : Marjorie Organ autrice de comic strips
- 1er décembre 1887 : Fletcher Hanks, auteur de comics
- 7 avril 1888 : Ed Wheelan, auteur de comics
- 13 novembre 1888 : Philip Francis Nowlan, créateur de Buck Rogers
- 1889 : Fay King, autrice de comic strip.
- 20 octobre 1889 : Frank Godwin, auteur de comics
- 4 janvier 1890 : Malcolm Wheeler-Nicholson
- 15 avril 1890 : Billy DeBeck, auteur de comics
- 23 mai 1891 : Étienne Le Rallic
- 8 décembre 1891 : Percy Crosby (en)
- 13 mars 1892 : Ethel Hays, autrice de comics
- 18 août 1892 : Harold Foster
- 26 août 1892 : Edmond-François Calvo (La bête est morte)
- 9 mai 1893 : William Moulton Marston, créateur de Wonder Woman
- 17 octobre 1893 : Harry Donenfeld éditeur propriétaire de DC Comics de 1938 à 1965
- 23 décembre 1893 : Raymond Cazanave
- 26 décembre 1893 : Robert Ripley, auteur de comics
- 20 janvier 1894 : Harold Gray, auteur du comic-strip Little Orphan Annie.
- 12 août 1894 : Dick Calkins, dessinateur du comic strip Buck Rogers
- 8 décembre 1894 : Elzie Crisler Segar, créateur de Popeye

## Décès
- 1er juin 1815 : James Gillray
- 8 juin 1846 : Rodolphe Toepffer
- 17 mars 1847 : J.J. Grandville
- 1849 : Hokusai
- 8 octobre ou 8 novembre 1865 : David Claypoole Johnston
- 6 septembre 1879 : Amédée de Noé dit Cham
- 23 janvier 1883 : Gustave Doré

## Documentation
- Thierry Groensteen (dir.), Les Origines de la bande dessinée, Paris : Le Collectionneur de bandes dessinées et Angoulême : CNBDI, 1996